# Mitja Drinovec
Mitja Drinovec, né le 22 février 1996 à Kranj, est un biathlète slovène.

## Carrière
Lors de ses jeunes années, il pratique aussi le combiné nordique, où il prend part au championnat du monde junior en 2012.
Drinovec commence sa carrière internationale dans le biathlon en 2014 aux Championnats du monde jeunesse.
Il marque ses premiers et seuls points en Coupe du monde en ouverture de la saison 2016-2017 avec une 39e place à l'individuel d'Östersund.
Il prend part aux Jeux olympiques d'hiver de 2018 à Pyeongchang, où il est 72e du sprint, 80e de l'individuel et dixième du relais.

## Palmarès

### Jeux olympiques d'hiver
| Épreuve / Édition                | Individuel | Sprint | Poursuite | Départ en masse | Relais | Relais mixte |
| Jeux olympiques 2018 Pyeongchang | 80e        | 72e    | -         | -               | 10e    | -            |

Légende :
- — : non disputée par Drinovec

### Championnats du monde
| Édition / Épreuve | Individuel | Sprint | Poursuite | Mass start | Relais | Relais mixte | Relais mixte simple |
| ----------------- | ---------- | ------ | --------- | ---------- | ------ | ------------ | ------------------- |
| Östersund 2019    | 85e        | —      | —         | —          | —      | —            | 26e                 |

### Coupe du monde
- Meilleur classement général : 106e en 2017.
- Meilleur résultat individuel : 39e.

#### Classements en Coupe du monde
| Année     | Classement général final | Sprint | Poursuite | Individuel | Mass start |
| 2016-2017 | 106e                     | -      | -         | 63e        | -          |